# Episodi di Parenthood (sesta stagione)
La sesta e ultima stagione della serie televisiva Parenthood, composta da 13 episodi, è stata trasmessa in prima visione assoluta negli Stati Uniti d'America da NBC dal 25 settembre 2014 al 29 gennaio 2015.
In Italia, la stagione è stata trasmessa in prima visione da Mya, canale pay della piattaforma Mediaset Premium, dal 22 aprile al 27 maggio 2015.
In chiaro è stata trasmessa in prima visione dal 10 al 28 dicembre 2015 sul canale La5.
| nº | Titolo originale                  | Titolo italiano                          | Prima TV USA      | Prima TV Italia |
| -- | --------------------------------- | ---------------------------------------- | ----------------- | --------------- |
| 1  | Vegas                             | Las Vegas                                | 25 settembre 2014 | 22 aprile 2015  |
| 2  | Happy Birthday, Zeek              | Buon Compleanno, Zeek                    | 2 ottobre 2014    | 22 aprile 2015  |
| 3  | The Waiting Room                  | L'attesa                                 | 9 ottobre 2014    | 29 aprile 2015  |
| 4  | A Potpourri of Freaks             | Non arrenderti mai                       | 16 ottobre 2014   | 29 aprile 2015  |
| 5  | The Scale of Affection Is Fluid   | I dubbi di Max                           | 23 ottobre 2014   | 6 maggio 2015   |
| 6  | Too Big to Fail                   | Troppo grande per fallire                | 30 ottobre 2014   | 6 maggio 2015   |
| 7  | These Are the Times We Live In    | Il sistema è crollato                    | 6 novembre 2014   | 13 maggio 2015  |
| 8  | Aaron Brownstein Must Be Stopped  | Il corteggiamento                        | 13 novembre 2014  | 13 maggio 2015  |
| 9  | Lean In                           | Aprire gli occhi                         | 20 novembre 2014  | 20 maggio 2015  |
| 10 | How Did We Get Here?              | Come siamo arrivati fin qui?             | 8 gennaio 2015    | 20 maggio 2015  |
| 11 | Let's Go Home                     | Andiamo a casa                           | 15 gennaio 2015   | 27 maggio 2015  |
| 12 | We Made it Through the Night      | Nella notte                              | 22 gennaio 2015   | 27 maggio 2015  |
| 13 | May God Bless and Keep You Always | Possa Dio benedirti e proteggerti sempre | 29 gennaio 2015   | 27 maggio 2015  |

## Las Vegas
- Titolo originale: Vegas
- Diretto da: Lawrence Trilling
- Scritto da: Jason Katims

### Trama
Adam e Kristina dirigono l'ultimazione dei lavori di ristrutturazione dell'edificio che ospiterà la loro scuola, faticando nel convincere Max a frequentarla. Nel frattempo, Sarah porta il padre a Las Vegas per festeggiare il suo compleanno. In un casinò, Zeek accusa un malore e viene ricoverato in ospedale. L'uomo rifiutà però di sottoporsi agli esami suggeriti dai medici e decide di continuare la sua piccola vacanza con Sarah e, più tardi, con il resto dei figli arrivati preoccupati sul posto. Joel si mantiene vicino a Julia, ai figli, e al resto dei Braverman, ma la moglie, che ora frequenta un collega, Chris, è riluttante a considerare l'idea di ripristinare il rapporto coniugale. Amber, invece, si sottopone ad una visita che le conferma di essere incinta.
- Guest star: Sarah Ramos (Haddie Braverman), Betsy Brandt (Sandy), Lyndon Smith (Natalie), Coby Ryan McLaughlin (Chris), Leland Crooke (dott. Leland Gordon), Courtney Grosbeck (Ruby Rizzoli), Mark Saul (medico di Las Vegas), Ray Romano (Hank Rizzoli).

## Buon Compleanno, Zeek
- Titolo originale: Happy Birthday, Zeek
- Diretto da: Lawrence Trilling
- Scritto da: Sarah Watson

### Trama
Il cardiologo di Zeek, esaminando le sue analisi, individua la principale causa del malore avuto a Las Vegas in una già diagnosticata insufficienza mitralica, suggerendo di sottoporsi ad un intervento chirurgico per l'impianto di un bypass che vada a sostituire la valvola mitralica. L'uomo, tuttavia, considerando i rischi di un'operazione, non è disposto a prendere seriamente in considerazione l'idea, nonostante i suoi figli tentino di convincerlo diversamente. Amber, dopo aver confessato alla madre di essere incinta, riceve da lei più discorsi che la invitano a considerare le difficoltà a cui sta andando incontro più che di supporto. Più entusiasmo lo dimostrerà invece il nonno, al quale si confida durante la festa in famiglia del suo settantaduesimo compleanno.
Nel frattempo, Kristina cerca di tenere testa alle difficoltà e imprevisti derivanti dal gestire la sua nuova scuola. Quando il cuoco che aveva assunto si licenzia, sarà Adam ad offrirsi di provvedere all'alimentazione scolastica creando un corso di cucina per sfruttare l'aiuto degli stessi ragazzi. Joel e Julia scoprono il primo serio effetto della loro separazione sui figli: Sydney sembra infatti comportarsi da bulla a scuola.
- Guest star: Coby Ryan McLaughlin (Chris), Leland Crooke (dott. Leland Gordon), Ray Romano (Hank Rizzoli).

## L'attesa
- Titolo originale: The Waiting Room
- Diretto da: Patrick R. Norris
- Scritto da: Jessica Goldberg

### Trama
Zeek si sottopone all'intervento chirurgico suggeritogli dal cardiologo e, durante la sua degenza, l'intera famiglia Braverman si riunisce per confortarlo in ospedale. Dopo diverse ore di attesa e preoccupazione, il suo cardiologo confermerà che l'operazione è andata per il meglio. Nel frattempo, mentre Crosby è costretto ad affrontare un imprevisto di lavoro e Julia comunica a Joel di star frequentando un altro uomo, Amber va con il fratello in Wyoming per comunicare a Ryan di essere incinta. Anche se il ragazzo reagisce in modo entusiasta, Drew le fa rendere conto di non poter contare su di lui.
- Guest star: Matt Lauria (Ryan), Betsy Brandt (Sandy), Coby Ryan McLaughlin (Chris), Leland Crooke (dott. Leland Gordon), Courtney Grosbeck (Ruby Rizzoli), Googy Gress (uomo nella sala d'attesa), Todd Sherry (infermiere), Ray Romano (Hank Rizzoli).

## Non arrenderti mai
- Titolo originale: A Potpourri of Freaks
- Diretto da: Peter Krause
- Scritto da: Ian Deichtman e Kristin Rusk Robinson

### Trama
Dopo l'intervento chirurgico Zeek deve affrontare una dura riabilitazione, alla quale reagisce cercando di muoversi il meno possibile, respingendo gli stimoli dei familiari, per limitare le sofferenze fisiche. Alla fine però, dopo aver parlato con Kristina, decide di non rassegnarsi e cercare di ritornare alla normalità. Presso la Chambers Academy, la scuola fondata da Kristina, Max fa la conoscenza di una nuova allieva, Dylan, la quale è molto rude e si comporta in modi che possono farla sembrare un bullo. Con sorpresa dei genitori, tuttavia, Max è attratto da lei. Crosby, nel frattempo, raggiunge il suo cliente principale, il problematico Oliver Rome, per cercare di evitare che firmi un contratto da solista con un'altra casa discografica. I suoi sforzi si riveleranno però inutili. Hank comunica all'ex moglie di volere che Sarah faccia parte della vita della figlia.
- Guest star: Betsy Brandt (Sandy), Tyson Ritter (Oliver Rome), Courtney Grosbeck (Ruby Rizzoli), Ally Ioannides (Dylan Jones), Ray Romano (Hank Rizzoli).

## I dubbi di Max
- Titolo originale: The Scale of Affection Is Fluid
- Diretto da: Bethany Rooney
- Scritto da: Jesse Zwick

### Trama
Max, ossessionato da Dylan, chiede consigli ai genitori su come conquistare una ragazza. Kristina, per proteggere i suoi sentimenti, vorrebbe cercare di placare il suo entusiasmo, mentre Adam è felice nel vedere che il figlio, nonostante le difficoltà comportate dall'Asperger, possa essere coinvolto in esperienze romantiche. I due affrontano l'argomento facendogli considerare l'esistenza di una sorta di scala d'affetto reciproco tra due persone: mentre la madre enfatizza che due persone possano non piacersi allo stesso livello, il padre lo incoraggia spiegandogli che i relativi valori sono variabili.
Nel frattempo, Crosby è frustrato e depresso dalle complicazioni lavorative e dal realizzare di stare invecchiando, suscitando le preoccupazioni della moglie prima e del padre dopo. Il nuovo compagno di Julia, intanto, incontra per la prima volta Victor e Sydney, suscitando rabbia in Joel. Amber, conosce un ragazzo, Griffin, che vorrebbe iniziare a frequentare, ma si rende conto che il fatto di essere incinta rappresenta un impedimento.
- Guest star: Lyndon Smith (Natalie), Coby Ryan McLaughlin (Chris), Tate Ellington (Griffin), Ally Ioannides (Dylan Jones).

## Troppo grande per fallire
- Titolo originale: Too Big to Fail
- Diretto da: Jessica Yu
- Scritto da: Ian Deichtman e Kristin Rusk Robinson

### Trama
Tre mesi dopo i fatti dell'episodio precedente, Adam e Crosby fanno i conti con la crisi che ha colpito il loro studio dopo l'abbandono di Oliver Rome, temendo la chiusura per fallimento. In tale situazione, le rispettive famiglie soffrono le mancate entrate: Crosby e Jasmine devono trovare un'alternativa al viaggio che avevano promesso al figlio per il suo compleanno, mentre inizia a faticare a pagare le bollette anche Adam, il quale decide di non arrendersi e continuare a provare a salvare l'attività di famiglia. Nel frattempo, Dylan inizia a trascorrere molto tempo a casa di Max, sollevando il dubbio in Kristina che la sua presenza possa essere dovuta alla mancanza dei propri genitori più che ad un ricambio dell'affetto di Max. Hank cerca di trovare un modo di gestire la figlia ribelle, la quale inizierà a cambiare atteggiamento nei suoi confronti dopo un discorso con Amber, con la quale si confida dopo aver ricevuto assistenza al rientro da una notte di eccessi.
- Guest star: Lyndon Smith (Natalie), Courtney Grosbeck (Ruby Rizzoli), Ally Ioannides (Dylan Jones), Ray Romano (Hank Rizzoli).

## Il sistema è crollato
- Titolo originale: These Are the Times We Live In
- Diretto da: Eric Galileo Tignini
- Scritto da: Sarah Watson

### Trama
Mentre Adam e Kristina sono fuori città ad una raccolta fondi per la loro scuola, Amber si incarica di accudire Max e Nora. I suoi piani per la giornata da mamma provetta non vanno però nel verso sperato e sarà presto sopraffatta dal comportamento dei bambini. Alla fine sarà la madre a rincuorarla. Nel frattempo, Hank confida all'ex moglie di pensare di essere affetto dalla sindrome di Asperger, mentre Drew cerca un modo per gestire le richieste del nonno di trascorrere insieme un po' di tempo all'insegna dell'avventura e del divertimento. Joel e Julia definiscono i dettagli per il loro divorzio, ma lui, dopo essere stato incoraggiato da Zeek, non è ancora pronto a rassegnarsi all'idea di perdere definitivamente la moglie.
- Guest star: Betsy Brandt (Sandy), Lyndon Smith (Natalie), Coby Ryan McLaughlin (Chris), Courtney Grosbeck (Ruby Rizzoli), Ray Romano (Hank Rizzoli).

## Il corteggiamento
- Titolo originale: Aaron Brownstein Must Be Stopped
- Diretto da: Lawrence Trilling
- Scritto da: Jessica Goldberg

### Trama
Mentre Max è ansioso dal cercare di fare di Dylan la sua ragazza, viene sconvolto dal vederla baciare con un altro ragazzo, Aaron Brownstein. Dopo essersela presa con lui e aver nuovamente tentato di rendere più chiari i suoi sentimenti per lei, la ragazza, a disagio, rende chiaro che non saranno mai più che amici. Sarà quindi consolato dalla madre, che apprezza come abbia avuto il coraggio di esprimere, anche in pubblico, il suo affetto. Nel frattempo, Jasmine accetta un lavoro presso la stessa azienda nella quale è impiegata la madre, aumentando lo stress al marito, ora costretto a registrare presso il suo studio semplici spot pubblicitari pur di tenerlo in attività. Hank prova a fidarsi della figlia facendola rimanere una notte da sola a casa della madre, impegnata fuori città, ma sarà deluso quando scoprirà che, mentendo, ne approfitta per organizzare una festa.
- Guest star: Betsy Brandt (Sandy), Tina Lifford (Renee Trussell), Courtney Grosbeck (Ruby Rizzoli), Ally Ioannides (Dylan Jones), Ray Romano (Hank Rizzoli).

## Aprire gli occhi
- Titolo originale: Lean In
- Diretto da: Lawrence Trilling
- Scritto da: Jesse Zwick

### Trama
Durante un incontro scuola-famiglia, i genitori di Dylan assistono al modo con cui Max continua a importunare la figlia nel tentativo di cambiare i suoi sentimenti per lui. Dopo un breve diverbio, decidono di farle cambiare scuola. In seguito, tuttavia, Adam e Kristina affrontano nuovamente la questione con Max, facendogli capire come la sua insistenza sia inappropriata. Come desiderato anche dalla ragazza, dopo le scuse sia di Max che dei suoi genitori, i signori Jones riconsidereranno quindi la loro decisione. Nel frattempo, Sarah rincontra casualmente Mark, facendo venire ad Hank il dubbio se lui sia la scelta migliore per lei, la quale lo rassicurerà.
Mentre Joel riesce a riavvicinarsi sentimentalmente a Julia, Zeek prova ad organizzare un viaggio a sorpresa romantico per la moglie, in occasione del loro prossimo anniversario, avvalendosi dell'aiuto di Drew. Il nipote, preoccupato per la sua salute e le relative apprensioni della nonna, non riesce a tenere il tutto segreto. Più tardi Zeek spiegherà i suoi intenti a Camille, la quale risponderà entusiasta alla sua idea; ma i buoni propositi si scontreranno presto con un nuovo malore che lui accusa mentre è intento a dormire.
- Guest star: Betsy Brandt (Sandy), Coby Ryan McLaughlin (Chris), Matthew Glave (padre di Dylan), Anita Barone (madre di Dylan), Courtney Grosbeck (Ruby Rizzoli), Ally Ioannides (Dylan Jones), Jason Ritter (Mark Cyr), Ray Romano (Hank Rizzoli).

## Come siamo arrivati fin qui?
- Titolo originale: How Did We Get Here?
- Diretto da: Michael Weaver
- Scritto da: Jason Katims

### Trama
Mentre Zeek viene ricoverato d'urgenza, l'intera famiglia Breverman si raccoglie nella sala d'attesa d'ospedale, nella quale non faranno mancare la loro presenza Hank e Joel. Durante il ricovero Zeek accuserà un nuovo attacco cardiaco, prima che i medici riescano a stabilizzarlo con l'impianto di alcuni stent. In seguito il cardiologo di fiducia spiegherà a lui e alla sua famiglia che non può considerarsi fuori pericolo, ma che dovrebbe sottoporsi ad un nuovo intervento chirurgico invasivo per ridurre il rischio di un nuovo infarto o un ictus, intervento che di per sé, però, comporta dei seri rischi considerando l'attuale situazione clinica.
Nel frattempo, il Luncheonette viene svaligiato. L'assicurazione promette di ripagare interamente i danni e Adam suggerisce al fratello l'idea di usare il denaro per pagare i debiti tenendo il resto per le proprie famiglie, abbandonando quindi l'attività. Crosby, tuttavia, con il supporto della moglie, non è pronto a rinunciare al suo sogno. Hank chiede a Sarah di sposarlo, non ottenendo però, per il momento, una risposta.
- Guest star: Leland Crooke (dott. Leland Gordon), Ray Romano (Hank Rizzoli).
- Nota. Si tratta del centesimo episodio della serie.

## Andiamo a casa
- Titolo originale: Let's Go Home
- Diretto da: Allison Liddi Brown
- Scritto da: Sarah Watson

### Trama
Zeek, tornato a casa, si mette in cerca della sua palla da baseball firmata da Reggie Jackson, con l'intenzione di donarla al futuro pronipote, quando sarà nato. Dopo una lunga ricerca, dalla quale riemergeranno vecchi rullini fotografici non sviluppati, che Max e Hank scopriranno contenere molte foto di famiglia scattate dallo stesso Zeek, si ricorderà di averla lasciata nel fienile presso la sua vecchia casa. Una volta arrivato lì con la moglie, tuttavia, deciderà di lasciarvela come dono ai bambini della famiglia che ora la abita. Intanto, dopo averci pensato a lungo e essersi confrontata con la madre e la sorella, Sarah accetta la proposta di matrimonio di Hank, che ha l'occasione di aiutare Amber a montare una culla inviatale dal padre. Adam è ancora convinto che sarebbe meglio abbandonare il Luncheonette, ma dopo aver riflettuto su quanto sia importante per il fratello e l'intera famiglia, ci ripensa. Joel e Julia, invece, decidono definitivamente di provare a ritornare insieme, anche senza nasconderlo ai figli.
- Guest star: Ray Romano (Hank Rizzoli).

## Nella notte
- Titolo originale: We Made it Through the Night
- Diretto da: Jason Katims
- Scritto da: Jason Katims

### Trama
Mentre Amber si reca in ospedale pensando che sia giunto il momento del parto, la famiglia si riunisce accanto a lei, e sarà occasione di litigio tra Adam e Crosby, quando quest'ultimo scopre che il fratello aveva cambiato idea sul Luncheonette solo dopo aver parlato con Jasmine. Amber scopre tuttavia che si è trattato di un falso allarme, ma alla fine dell'episodio arriverà il momento di partorire. Nel frattempo, Zeek decide di non sottoporsi a un nuovo intervento chirurgico, mentre Julia e Joel affrontano alcune difficoltà nel riadattarsi a vivere insieme. Adam, intanto, in occasione di un'iniziativa per far appassionare i ragazzi ad una professione lavorativa, fa da mentore ad un alunno della scuola che gestita dalla moglie, il quale vorrebbe diventare un cuoco.
- Guest star: Ally Ioannides (Dylan Jones), Ray Romano (Hank Rizzoli).

## Possa Dio benedirti e proteggerti sempre
- Titolo originale: May God Bless and Keep You Always
- Diretto da: Lawrence Trilling
- Scritto da: Jason Katims

### Trama
Mentre Amber decide di chiamare Zeek, come suo nonno, il figlio, per Sarah e Hank è già giunto il giorno del matrimonio, visto che lei non vuole aspettare rischiando che il padre venga a mancare. Max sarà il fotografo designato per l'evento, al quale avrà anche occasione di socializzare con una ragazza. Nel frattempo, Crosby decide di provare a tenere aperto il Luncheonette senza il fratello, il quale trova presto un'altra occupazione. Adam, inoltre, si vedrà offerto il posto della moglie, come preside della Chambers Academy, mentre Kristina decide di collaborare con altri investitori per creare nuove scuole come quella da lei aperta. Julia e Joel adotteranno invece una nuova bambina, neonata dalla madre naturale di Victor.
Nel finale, dopo che Amber accetta di trasferirsi a vivere con i nonni, Zeek muore. Dopo una sua celebrazione, un salto temporale prospetta un roseo futuro per i Braverman. Julia e Joel avranno un ulteriore bambino, così come Jasmine e Crosby, ancora alla guida del rinnovato Luncheonette. Amber avrà un marito e una bambina, tenendosi ancora in buoni rapporti con Ryan, mentre Adam è il preside della Chambers Academy, nella quale Max riuscirà a diplomarsi. L'episodio si chiude sulle note di una versione del tema musicale della serie, Forever Young, registrata al Luncheonette da Rhiannon Giddens e Sam Beam.
- Guest star: Sarah Ramos (Haddie Braverman), Matt Lauria (Ryan), Lyndon Smith (Natalie), Tina Lifford (Renee Trussell), Rhiannon Giddens e Sam Beam (loro stessi), Courtney Grosbeck (Ruby Rizzoli), Ally Ioannides (Dylan Jones), Madison Pettis (Lynne), Ray Romano (Hank Rizzoli).